# گلگجامتسین اوسوخبایار
گلگجامتسین اوسوخبایار (به مغولی: Гэлэгжамцын Өсөхбаяр؛ زادهٔ ۱۳ دسامبر ۱۹۷۳) کشتی‌گیر بازنشستهٔ اهل مغولستان است. او در دستهٔ فوق سنگین‌وزن کشتی آزاد برندهٔ مدال برنز بازی‌های آسیایی ۱۹۹۸ و قهرمان مسابقات قهرمانی کشتی آسیا در ۲۰۰۱ شد. او همچنین در بازی‌های المپیک ۲۰۰۴ آتن نیز رقابت کرد که در مقام دوازدهم قرار گرفت.